# Stadion Mladost (Lučani)
El Stadion Mladost (en serbio cirílico: Стадион Младост) en español "Estadio de la Juventud", es un estadio de fútbol ubicado en la ciudad de Lučani, Serbia. El recinto fue inaugurado en 1952 y posee dos graderías laterales que alcanzan una capacidad para 8.000 espectadores, todos ellos sentados, el estadio es propiedad del club local FK Mladost Lučani que compite en la Superliga de Serbia.

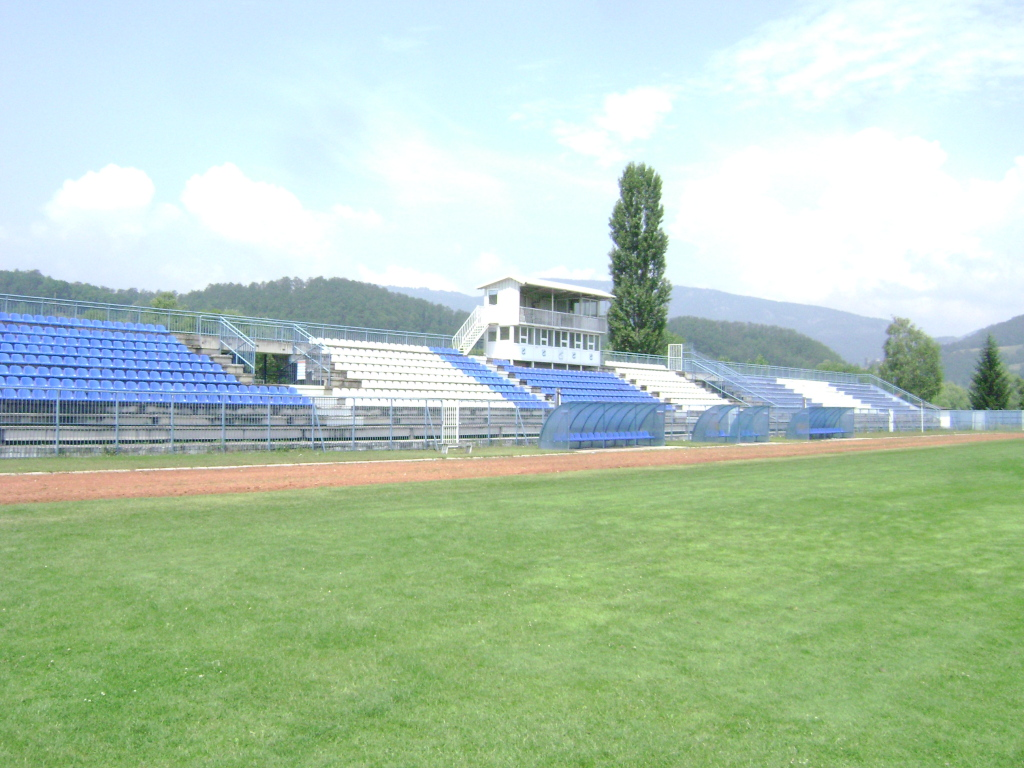